# Cuando un hombre te enamora
«Cuando un hombre te enamora» es una canción grabada e interpretada por las cantantes y compositoras mexicanas Alejandra Guzmán y Gloria Trevi incluida para su album dúo de estudio Versus (2017). Fue lanzada por la discográfica Universal Music como el primer sencillo del disco el 7 de mayo del 2017 y ese mismo día se publicó el vídeo oficial en su cuenta de VEVO del album en YouTube.

## Composición musical
Fue escrita por Ángela Dávalos, Mario Ponce, Katia Valenzuela, Benjamín Díaz, Armando Ávila y producida por este último. Tiene una duración de tres minutos y treinta y un segundos la canción.

## Lista de canciones

### Descarga digital[7]
- "Cuando un hombre te enamora" : 3:31

## Posicionamiento en listas
| Lista                            | Posición |
| -------------------------------- | -------- |
| Billboard Mexico Espanol Airplay | 5        |

## Historial de lanzamiento
| Región | Fecha             | Formato                     | Discográfica                       | Ref.  |
| ------ | ----------------- | --------------------------- | ---------------------------------- | ----- |
| México | 4 de mayo de 2017 | Descarga digital, Streaming | Universal Music Group S.A. de C.V. | [ 9 ] |